# 安来市消防本部
安来市消防本部（やすぎししょうぼうほんぶ）は、島根県安来市の消防部局（消防本部）。

## 管内の概要
- 管内の人口 - 38,745人

2019年（平成31年）4月1日現在
- 管内の世帯数 - 14,342世帯

2019年（平成31年）4月1日現在
- 管内の面積 - 420.93 km2

2018年（平成30年）10月1日現在

## 沿革
- 1954年（昭和29年）4月1日 - 安来市消防本部が発足する。
- 1966年（昭和41年）4月1日 - 島根県広域消防相互応援協定を締結する。
- 1974年（昭和49年）
  - 4月1日 - 安来市、広瀬町、伯太町の1市2町で構成する安来市能義郡消防組合が設立する。
  - 10月1日 - 安来市能義郡消防組合による消防業務が開始する。
- 2004年（平成16年）10月1日 - 安来市、広瀬町、伯太町が合併し、新安来市が誕生。それに伴い、安来市能義郡消防組合が解散し、安来市消防本部が発足する。

## 組織
消防職員の数は2019年（平成31年）4月1日現在、90人である。
- 消防長（消防司令長）
  - 消防次長（消防司令）
    - 消防総務課
      - 総務係
      - 地域消防係

    - 通信指令課
      - 通信指令係

    - 予防課
      - 予防係
      - 危険物保安係

    - 警防課
      - 警防係
      - 救急係

    - 消防署
      - 第1小隊
      - 第2小隊
      - 伯太分署
      - 広瀬分署
        - 比田分駐所